# Clovia affinis
Clovia affinis är en insektsart som beskrevs av Schmidt 1922. Clovia affinis ingår i släktet Clovia och familjen spottstritar. Inga underarter finns listade i Catalogue of Life.